# 微笑みをもう一度
『微笑みをもう一度』（原題: Hope Floats）は、1998年のアメリカ映画。

## ストーリー
高校時代、生徒達の憧れの的だったバーディは、同じ学校の人気アメリカンフットボール選手だったビルと結婚し、娘にも恵まれて幸せな日々を過ごしていた。そんなある日、彼女はテレビの視聴者参加番組に出演することになるのだが、なんとそこで親友から夫の浮気を打ち明けられてしまう。傷心した彼女は、実家であるテキサス州の片田舎へ、娘と共に向かうのだった。そこでは彼女の母親であるラモーナと、幼い頃に惹かれていたジャスティンが、彼女達を温かく迎え入れるのだった。

## キャスト
| 役名                   | 俳優                       | 日本語吹替 |
| ---------------------- | -------------------------- | ---------- |
| バーディ・プルーイット | サンドラ・ブロック         | 佐々木優子 |
| ジャスティン・マティス | ハリー・コニック・ジュニア | 宮本充     |
| ラモーナ・カルヴァート | ジーナ・ローランズ         | 谷育子     |
| バニース・プルーイット | メイ・ホイットマン         | 川田妙子   |
| ビル・プルーイット     | マイケル・パレ             | 小山力也   |
| トラヴィス             | キャメロン・フィンレイ     | 瀧本富士子 |
| コニー・フィリップス   | ロザンナ・アークエット     | 棚田恵美子 |
| トニ・ポスト           | キャシー・ナジミー         | 宮寺智子   |
| ボビー＝クレア         | コニー・レイ               | 佐藤しのぶ |
| ジュリア               | シドニー・ベリー           | 小林けい   |
| ドロリス               | キャシー・ラムキン         | 東さおり   |
| デビー・ライッセン     | アリッサ・アルバン         | 鈴木紀子   |
| ドット・ウクェル       | ディー・ヘニガン           | 千島楊子   |
| デービス               | ノーマン・ベネット         | 仲野裕     |
| ハリー・カルバート     | ジェームズ・N・ハレル      | 石井隆夫   |
| 司祭                   | リチャード・ナンス         | 星野充昭   |
| マイク                 | -                          | 辻親八     |

## スタッフ
- 監督：フォレスト・ウィテカー
- 製作：リンダ・オブスト
- 脚本：スティーヴン・ロジャース
- 撮影：キャレブ・デシャネル
- 音楽：デイヴ・グルーシン